# بيث ياقين
بيث ياقين مملكة بيث - ياقين : Beth -Yakin كانت عاصمتُها دور - ياقين : Dur - Yakin ( تل اللحم حالياً / بين الناصرية (مدينة) والبصرة ) وتشمُل رُقعتُها الحَوضَ الأسفلَ مِن الفرات وشواطيءِ الخليج وجُزُره حتى الخليج العُماني ، أشهر ملوكِها كان الملك ( مردوخ بلادان(مردوخ ابلا ايدينا الثاني) 733 - 710 ق . م ) ، احتلَّ سنة 733 ق . م مدينة بابل الواقعة تحت الهيمنة الآشورية ، ونودِيَ به ملكاً على الدولة البابلية ، تَمَيَّزَ بالقوة والعزيمة فقام بتوحيد كافة الممالك والقبائل الكلدانية في مملكة مُتحدة واحدة ، مؤكِّداً استقلالَ بابل السياسي وحَقَّها الشرعي في حُكم البلاد البابلية ، ولكن الملك الآشوري ( سرجون الثاني 722 - 705 ) انتصر عليه عام721 ق . م واستعاد بابل منه ، كانت مملكة بيث - ياقين أكبر وأقوى الممالك الكلدانية ، ومِن بين أبنائها ظهر أغلبُ ملوك الكلدان في العهد البابلي الحديث ( عهد الإمبراطورية الكلدانية 626 - 539 ق . م ) .